# Atsuhiro Iwai
Atsuhiro Iwai (Saitama, 31 januari 1967) is een voormalig Japans voetballer.

## Carrière
Atsuhiro Iwai speelde tussen 1989 en 1998 voor Yokohama Flügels en Avispa Fukuoka.